# Mamadou Bagayoko (calciatore 1979)
Mamadou Bagayoko (Parigi, 21 maggio 1979) è un ex calciatore maliano, di ruolo attaccante.

## Caratteristiche tecniche
Era una punta centrale.

## Carriera

### Club
Ha iniziato la propria carriera nelle file del Dunkerque, in CFA. Nella stagione 1998-1999 ha militato nelle file del Sens, club di quinta serie francese, totalizzando 29 reti in 34 presenze. Nella stagione successiva si è trasferito allo Strasburgo, nella massima serie francese. Ha debuttato in prima squadra il 16 ottobre 1999, nell'incontro di campionato Monaco-Strasburgo (3-0), subentrando a David Zitelli al minuto 55. Ha militato nelle file del Racing per quattro stagioni, totalizzando 65 presenze e quattro reti in campionato. Nel giugno 2003 si è trasferito all'Ajaccio. Ha militato nel club corso per una stagione, totalizzando 34 presenze e 8 reti. Nel 2004 si è trasferito al Nantes-Atlantique. Dopo una stagione in cui ha totalizzato 7 reti in 30 presenze, il 14 luglio 2005 si è trasferito in prestito annuale con diritto di riscatto al Nizza. Rientrato al Nantes-Atlantique al termine della stagione, il 28 luglio 2006 si è trasferito in prestito all'Al-Wahda, negli Emirati Arabi Uniti. Al termine della stagione è rientrato al Nantes. Confermato nella rosa del club nantese, ha militato nelle file dei Canaris fino al 2009, totalizzando 47 presenze e 17 reti in campionato. Il 24 luglio 2009 si è trasferito a titolo definitivo al Nizza, tornando così nel club rossonero dopo l'esperienza in prestito nella stagione 2005-2006. La seconda esperienza nelle file del club rossonero è durata due stagioni, durante le quali ha totalizzato 28 presenze e una rete in campionato. Nell'estate 2012 si è trasferito a parametro zero al PAS Giannina, club greco. Dopo sei mesi ed appena una presenza in campionato, il 23 dicembre 2011 si è trasferito in Inghilterra, al Doncaster. Al termine della stagione è rimasto svincolato. Il 28 gennaio 2013 è stato ingaggiato dal Luzenac, club con cui ha concluso la propria carriera da calciatore al termine della stagione.

### Nazionale
Ha debuttato in Nazionale maggiore il 9 aprile 2000, in Libia-Mali (3-0), subentrando a David Coulibaly al minuto 51. Ha messo a segno la sua prima rete con la maglia della Nazionale il 14 ottobre 2001, nell'amichevole Mali-Marocco (2-1), siglando il gol del definitivo 2-1 al minuto 14 del primo tempo. Ha partecipato, con la selezione maliana, alla Coppa d'Africa 2002 e alla Coppa d'Africa 2010. È sceso in campo, inoltre, nelle qualificazioni alla Coppa d'Africa 2004 e nelle qualificazioni ai Mondiali 2002, 2006 e 2010. Ha totalizzato, con la selezione maliana, 35 presenze e 6 reti.

## Statistiche

### Cronologia presenze e reti in nazionale
| Cronologia completa delle presenze e delle reti in nazionale ― Mali | Cronologia completa delle presenze e delle reti in nazionale ― Mali | Cronologia completa delle presenze e delle reti in nazionale ― Mali | Cronologia completa delle presenze e delle reti in nazionale ― Mali | Cronologia completa delle presenze e delle reti in nazionale ― Mali | Cronologia completa delle presenze e delle reti in nazionale ― Mali | Cronologia completa delle presenze e delle reti in nazionale ― Mali | Cronologia completa delle presenze e delle reti in nazionale ― Mali |
| Data                                                                | Città                                                               | In casa                                                             | Risultato                                                           | Ospiti                                                              | Competizione                                                        | Reti                                                                | Note                                                                |
| ------------------------------------------------------------------- | ------------------------------------------------------------------- | ------------------------------------------------------------------- | ------------------------------------------------------------------- | ------------------------------------------------------------------- | ------------------------------------------------------------------- | ------------------------------------------------------------------- | ------------------------------------------------------------------- |
| 9-4-2000                                                            | Tripoli                                                             | Libia                                                               | 3 – 0                                                               | Mali                                                                | Qual. Mondiali 2002                                                 | -                                                                   | 55’                                                                 |
| 14-10-2001                                                          | Bamako                                                              | Mali                                                                | 2 – 1                                                               | Marocco                                                             | Amichevole                                                          | 1                                                                   |                                                                     |
| 12-12-2001                                                          | Settat                                                              | Marocco                                                             | 1 – 1                                                               | Mali                                                                | Amichevole                                                          | 1                                                                   |                                                                     |
| 28-12-2001                                                          | Ségou                                                               | Mali                                                                | 2 – 1                                                               | Burkina Faso                                                        | Amichevole                                                          | -                                                                   | 70’                                                                 |
| 6-1-2002                                                            | Ismailia                                                            | Egitto                                                              | 1 – 2                                                               | Mali                                                                | Amichevole                                                          | -                                                                   | 38’                                                                 |
| 10-1-2002                                                           | Kayes                                                               | Mali                                                                | 1 – 1                                                               | Zambia                                                              | Amichevole                                                          | -                                                                   | 70’                                                                 |
| 19-1-2002                                                           | Bamako                                                              | Mali                                                                | 1 – 1                                                               | Liberia                                                             | Coppa d'Africa 2002 - Gironi                                        | -                                                                   |                                                                     |
| 24-1-2002                                                           | Bamako                                                              | Mali                                                                | 0 – 0                                                               | Nigeria                                                             | Coppa d'Africa 2002 - Gironi                                        | -                                                                   |                                                                     |
| 28-1-2002                                                           | Bamako                                                              | Mali                                                                | 2 – 0                                                               | Algeria                                                             | Coppa d'Africa 2002 - Gironi                                        | 1                                                                   |                                                                     |
| 3-2-2002                                                            | Kayes                                                               | Mali                                                                | 2 – 0                                                               | Sudafrica                                                           | Coppa d'Africa 2002 - Quarti di finale                              | -                                                                   |                                                                     |
| 7-2-2002                                                            | Bamako                                                              | Mali                                                                | 0 – 3                                                               | Camerun                                                             | Coppa d'Africa 2002 - Semifinali                                    | -                                                                   |                                                                     |
| 9-2-2002                                                            | Mopti                                                               | Mali                                                                | 0 – 1                                                               | Nigeria                                                             | Coppa d'Africa 2002 - Finale 3º posto                               | -                                                                   | 79’                                                                 |
| 13-10-2002                                                          | Bamako                                                              | Mali                                                                | 3 – 0                                                               | Seychelles                                                          | Qual. Coppa d'Africa 2004                                           | -                                                                   | 73’                                                                 |
| 20-11-2002                                                          | Rabat                                                               | Marocco                                                             | 1 – 3                                                               | Mali                                                                | Amichevole                                                          | -                                                                   | 54’                                                                 |
| 12-2-2003                                                           | Tolone                                                              | Mali                                                                | 1 – 0                                                               | Guinea                                                              | Amichevole                                                          | -                                                                   |                                                                     |
| 30-3-2003                                                           | Asmara                                                              | Eritrea                                                             | 0 – 2                                                               | Mali                                                                | Qual. Coppa d'Africa 2004                                           | -                                                                   |                                                                     |
| 27-4-2003                                                           | Parigi                                                              | Madagascar                                                          | 0 – 2                                                               | Mali                                                                | Amichevole                                                          | 1                                                                   |                                                                     |
| 7-6-2003                                                            | Bamako                                                              | Mali                                                                | 1 – 0                                                               | Eritrea                                                             | Qual. Coppa d'Africa 2004                                           | -                                                                   |                                                                     |
| 22-6-2003                                                           | Bamako                                                              | Mali                                                                | 0 – 0                                                               | Zimbabwe                                                            | Qual. Coppa d'Africa 2004                                           | -                                                                   |                                                                     |
| 5-7-2003                                                            | Roche Caiman                                                        | Seychelles                                                          | 0 – 2                                                               | Mali                                                                | Qual. Coppa d'Africa 2004                                           | 1                                                                   | 64’                                                                 |
| 10-10-2003                                                          | Bissau                                                              | Guinea-Bissau                                                       | 1 – 2                                                               | Mali                                                                | Qual. Mondiali 2006                                                 | -                                                                   |                                                                     |
| 14-11-2003                                                          | Bamako                                                              | Mali                                                                | 2 – 0                                                               | Guinea-Bissau                                                       | Qual. Mondiali 2006                                                 | -                                                                   |                                                                     |
| 27-3-2005                                                           | Bamako                                                              | Mali                                                                | 1 – 2                                                               | Togo                                                                | Qual. Mondiali 2006                                                 | -                                                                   | 85’                                                                 |
| 28-5-2006                                                           | Colombes                                                            | Marocco                                                             | 0 – 1                                                               | Mali                                                                | Amichevole                                                          | -                                                                   | 90’                                                                 |
| 1-6-2008                                                            | Bamako                                                              | Mali                                                                | 4 – 2                                                               | Rep. del Congo                                                      | Qual. Mondiali 2010                                                 | -                                                                   | 70’                                                                 |
| 7-6-2008                                                            | N'Djaména                                                           | Ciad                                                                | 1 – 2                                                               | Mali                                                                | Qual. Mondiali 2010                                                 | -                                                                   | 75’                                                                 |
| 14-6-2008                                                           | Khartoum                                                            | Sudan                                                               | 3 – 2                                                               | Mali                                                                | Qual. Mondiali 2010                                                 | -                                                                   | 58’                                                                 |
| 19-8-2008                                                           | Mantes-la-Ville                                                     | Gabon                                                               | 1 – 0                                                               | Mali                                                                | Amichevole                                                          | -                                                                   | 55’                                                                 |
| 15-11-2009                                                          | Kumasi                                                              | Ghana                                                               | 2 – 2                                                               | Mali                                                                | Qual. Mondiali 2010                                                 | -                                                                   |                                                                     |
| 27-12-2009                                                          | Doha                                                                | Mali                                                                | 0 – 1                                                               | Corea del Nord                                                      | Amichevole                                                          | -                                                                   | 60’                                                                 |
| 30-12-2009                                                          | Doha                                                                | Iran                                                                | 1 – 2                                                               | Mali                                                                | Amichevole                                                          | -                                                                   |                                                                     |
| 2-1-2010                                                            | Doha                                                                | Qatar                                                               | 0 – 0                                                               | Mali                                                                | Amichevole                                                          | -                                                                   | 82’                                                                 |
| 4-1-2010                                                            | Dubai                                                               | Egitto                                                              | 1 – 0                                                               | Mali                                                                | Amichevole                                                          | -                                                                   | 58’                                                                 |
| 10-1-2010                                                           | Luanda                                                              | Angola                                                              | 4 – 4                                                               | Mali                                                                | Coppa d'Africa 2010 - Gironi                                        | -                                                                   | 74’                                                                 |
| 18-1-2010                                                           | Cabinda                                                             | Mali                                                                | 3 – 1                                                               | Malawi                                                              | Coppa d'Africa 2010 - Gironi                                        | 1                                                                   |                                                                     |
| Totale                                                              |                                                                     | Presenze                                                            | 35                                                                  |                                                                     | Reti                                                                | 6                                                                   |                                                                     |

## Palmarès

### Club

#### Competizioni nazionali
- Coppa di Francia: 1

Strasburgo: 2000-2001